# Будинок Чернігівської духовної семінарії
Будинок Чернігівської духовної семінарії або Комплекс будівель госпіталю (колишньої духовної семінарії) — комплекс будівель, що включає сам госпіталь (колишню духовну семінарію) та церкву Михаїла та Федора, пам'ятник архітектури та історії місцевого значення у Чернігові . Наразі у будівлі розміщується Чернігівський міський військовий шпиталь.

## Історія
Рішенням виконкому Чернігівської обласної ради народних депутатів трудящих від 17.11.1980 № 551 надано статус «пам'ятника історії місцевого значення» з охоронним № 45 під назвою «Будинок Чернігівської духовної семінарії».
Рішенням виконкому Чернігівської обласної ради народних депутатів трудящих від 26.03.1984 № 118 надано статус «пам'ятник архітектури місцевого значення» з охоронним № 13-Чг під назвою «Комплекс будівель госпіталю (колишньої духовної семінарії)», який включає «Комплекс будівель госпіталю» (13/1-Чг та Церква Михаїла та Федора з охоронним № 13/2-Чг.
Наказом Департаменту культури та туризму, національностей та релігій Чернігівської обласної державної адміністрації від 12.11.2015 № 254 прийнято назву для пам'ятника — «Комплекс будівель Чернігівської духовної семінарії».
Має власну «територію пам'ятника» (Комплекс будівель духовної семінарії, включаючи саму семінарію та церкву Михайла та Феодора) та розташовано «комплексну охоронну зону пам'яток історичного центру міста», згідно з правилами забудови та використання території. На будівлі встановлено інформаційну дошку.

## Опис
Чернігівська духовна семінарія — середній духовний навчальний заклад для підготовки священнослужителів — була заснована 1776 року шляхом реорганізації Чернігівського колегіуму.
Комплекс будівель розмістився на садибі XVII століття чернігівського полковника Павла Полуботка, що за річкою Стрижень на розі сучасних вулиць Гетьмана Полуботка та Олега Міхнюка. Комплекс будівель, побудованих в XVIII-ХІХ століття, включає залишки будинку Полуботка XVII століття. Комплекс складається з трьох корпусів, розташованих хрестоподібно і з'єднаних між собою на рівні 2-го поверху переходами над арочними проїздами. Центральний корпус зорієнтований по осі на південний схід і північний схід. Південно-західний корпус, розташований ближче до річки, з північного боку має бічні ризаліт з восьмикутними вежами, винесеними за межі основного обсягу корпусу. З південного боку головного корпусу по межі ділянки розташована однокупольна Церква Михаїла і Федора. Будівля семінарії віддалена від вулиці за винятком церкви, розташованої по червоній лінії Богуславської вулиці (зараз Гетьмана Полуботка). Вона завершує видову перспективу вулиці від Червоної площі. До кінця XVIII століття була в комплексі трьох церков, дві з яких (Варваринська і Взнесенская) були розібрані. Зведення будівель для духовної семінарії та їх перебудова тривало до початку ХХ століття за участю ряду архітекторів. Це залишило свій відбиток на композиції всього комплексу та архітектурі окремих корпусів — якщо у 2-поверхового західного корпусу з вежами помітні риси бароко, то у 3-поверхового центрального і 2-поверхового східного корпусах чіткіше виступають риси класицизму.
У духовній семінарії навчалися державні та культурні діячі Ілля Буяльський, Григорій Верьовка (1910—1916), Микола Кібальчич (1867), Микола Подвойський (1894—1901), Павло Тичина (1907—1913), Василь Еллан-Блакитний (1910—1914).
Чернігівська духовна семінарія була ліквідована після більшовицької окупації 1917 року. У період 1928—1941 років у комплексі будівель розміщувався Чернігівський педагогічний інститут. Під час Другої світової війни будівлі значно пошкоджені. У повоєнні роки було проведено ремонтно-реставраційні роботи та тут розмістилися медичні установи. Наразі у будівлі розміщується Чернігівський міський військовий шпиталь.
Меморіальні дошки:
1. українському радянському письменнику та поету Василю Еллан-Блакитному — на будинку семінарії, де навчався
2. українському радянському композитору та хоровому диригенту Григорію Верьовці — на будинку семінарії, де навчався
3. українському радянському поетові, державному діячеві Павлу Тичині — на будинку семінарії, де навчався
4. російському революціонеру, радянському партійному та державному діячеві Миколі Подвойському — демонтовано — на будинку семінарії, де навчався (1894—1901) (дошка 1976 рік)